# 舍拉加
36°46′N 2°57′E / 36.767°N 2.950°E

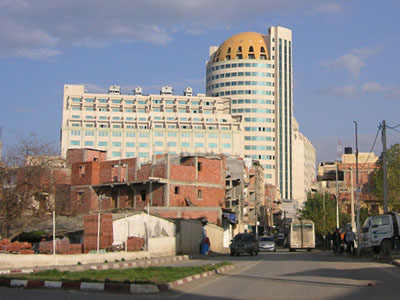
舍拉加

舍拉加（阿拉伯语：‎），是阿爾及利亞的城鎮，位於該國北部阿爾及爾省，由舍拉加區負責管轄，面積32平方公里，海拔高度171米，2008年人口80,824，人口密度每平方公里2,526人。